# Свети Наум (Попова шапка)
Вижте пояснителната страница за други значения на Свети Никола.
„Свети Наум Охридски“ (на македонска литературна норма: „Свети Наум Охридски“) е православен манастир в шарския курорт Попова шапка, Северна Македония, част от Тетовско-Гостиварската епархия на Македонската православна църква – Охридска архиепископия.
Манастирът е изграден в 1992 година на място, за което се твърди, че е на стар храм. Конакът на манастира е отворен за посетители. Стенописите в католикона са дело на академичния художник Никола Цонев.